# Templo de San Francisco de Asís (Ayaviri)

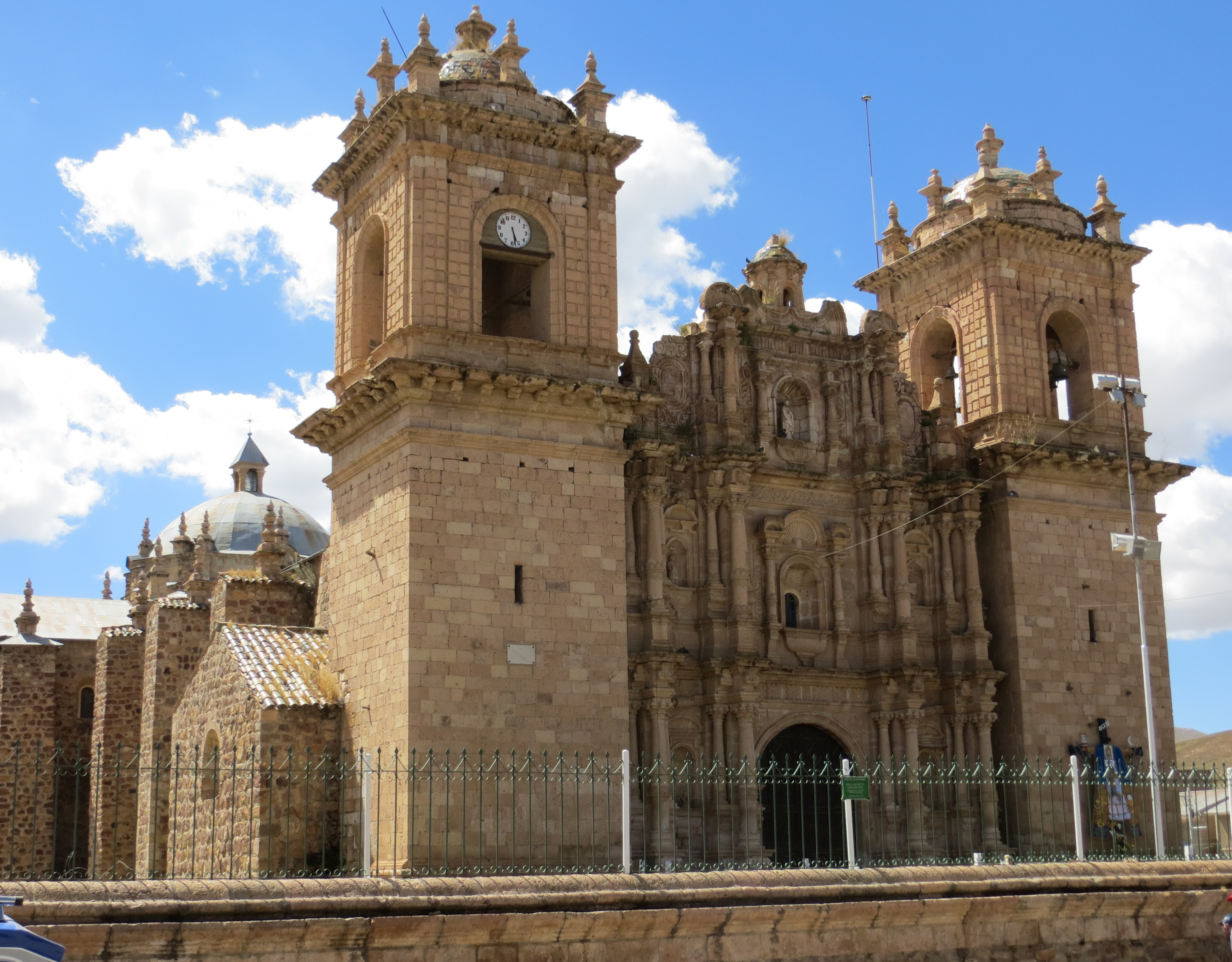
Templo de San Francisco de Asís de Ayaviri.

El Templo de San Francisco de Asís es un templo de la Iglesia católica en la localidad de Ayaviri. Se encuentra ubicada en la plaza de Ayaviri y fue construida a finales del siglo XVII. La construcción inició a fines del siglo XVI con cal y canto sobre un templo inca. El 8 de marzo del 1991 fue declarado Patrimonio Cultural de la Nación. La arquitectura es de estilo barroco andino y la portada presenta dos torres. En su interior cuenta con varios lienzos así como la imagen de San Francisco de Asís y Virgen de la Alta Gracia, patrona de Ayaviri.